# Christian Offenberg
Christian Offenberg (født 30. november 1987) er en dansk fodboldspiller, som tidligere har spillet som angriber for Avarta i 2. Division.
I dag spiller Christian Offenberg for Ishøj If
I september 2018 blev Offenberg udtaget til det danske herrelandshold for at spille en venskabskamp mod Slovakiet. Offenberg blev udpeget som landsholdets anfører.